# Ocrasa
Ocrasa é um gênero de mariposa pertencente à família Crambidae.